# جورج دانیل
جورج دانیل (انگلیسی: Jörg Daniel؛ زادهٔ ۹ ژوئیهٔ ۱۹۵۱) بازیکن فوتبال اهل آلمان است.
از باشگاه‌هایی که در آن بازی کرده‌است می‌توان به باشگاه فوتبال اس‌سی فورتونا کلن، باشگاه فوتبال آلمانیا آخن، و باشگاه فوتبال فورتونا دوسلدورف اشاره کرد.